# Katodföljare

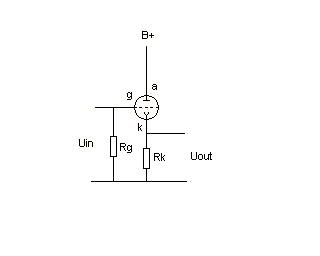
Katodföljare

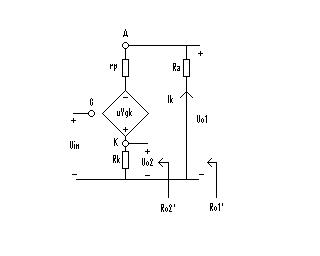
small signal circuit

En katodföljare är en elektrisk anordning där man minskar utgångsimpedansen hos ett förstärkarsteg bestående av trioder eller dylikt. Namnet katodföljare kommer av att katoden i princip följer ingången då spänningsförstärkningen i alla praktiska fall är ett (se Av2 nedan).
Utgångsimpedansen hos en katodföljare är i praktiken 
{\displaystyle Z_{out}={\frac {1}{gm}}}
där gm är transkonduktansen hos röret eller använd transkonduktiv komponent såsom bipolär transistor eller JFET transistor etc.
Ska man vara riktigt strikt så ska ovanstående värde parallellas med Rk. 
Hos småsignalsrör brukar gm ligga på ett par mS oavsett typ.

## Härledning
Kirchhoffs lagar säger att
{\displaystyle I_{k}R_{a}+I_{k}r_{p}-\mu V_{gk}+I_{k}R_{k}=0\ }
och
{\displaystyle V_{gk}=V_{in}-I_{k}R_{k}\ }
vilket ger
{\displaystyle I_{k}={\frac {\mu V_{in}}{r_{p}+R_{a}+(\mu +1)R_{k}}}}
Vo1 och Vo2 tas från anod (A) till jord respektive från katod (K) till jord. Således är:
{\displaystyle Vo1=-I_{k}R_{a}={\frac {-\mu R_{a}V_{in}}{r_{p}+R_{a}+(\mu +1)R_{k}}}}
och
{\displaystyle Vo2=I_{k}R_{k}={\frac {\mu R_{k}V_{in}}{r_{p}+R_{a}+(\mu +1)R_{k}}}}
Spänningsförstärkningen vid Vo2 blir (GA=Gemensam Anod)
{\displaystyle Av2={\frac {Vo2}{V_{in}}}={\frac {\mu R_{k}}{r_{p}+R_{a}+(\mu +1)R_{k})}}=((\mu +1)R_{k}>>r_{p})={\frac {\mu }{\mu +1}}=1}
och spänningsförstärkningen vid Vo1 blir (GK=Gemensam Katod)
{\displaystyle Av1={\frac {Vo1}{V_{in}}}={\frac {-\mu R_{a}}{r_{p}+R_{a}+(\mu +1)R_{k}}}=(R_{k}=0)={\frac {-\mu R_{a}}{r_{p}+R_{a}}}}
och kortslutningsströmmen vid samma nod blir
{\displaystyle -I_{sc}=I_{k}(Ra=0)={\frac {\mu V_{in}}{r_{p}+(\mu +1)R_{k}}}}
då blir
{\displaystyle Ro1'={\frac {Vo1}{I_{sc}}}=Ra//[r_{p}+R_{k}(\mu +1)]=(R_{k}=0)=R_{a}//r_{p}}
På samma sätt blir
{\displaystyle Ro2'={\frac {Vo2}{I_{k}(R_{k}=0)}}=R_{k}//{\frac {R_{a}+r_{p}}{\mu +1}}=(R_{a}=0)=R_{k}//{\frac {r_{p}}{\mu +1}}=(\mu >>1)=R_{k}//{\frac {1}{gm}}}
På anoden ser man alltså i GK-fallet plate-resistansen, rp, summerat med den förstärkta katodresistansen (u+1)Rk.
På katoden ser man på samma sätt i GA-fallet plate-resistansen, rp, summerat med anodresistansen, Ra, med dess summa dämpad u+1 ggr.
Ovanstående ekvationer är lika giltiga för moderna FET-kretsar.